# El Salvador: Another Vietnam
Pour plus de détails, voir Fiche technique et Distribution.
El Salvador: Another Vietnam est un film américain réalisé par Glenn Silber et Teté Vasconcellos, sorti en 1981.

## Synopsis
Ce documentaire retrace les origines de guerre civile du Salvador et l'implication des États-Unis dans celle-ci.

## Fiche technique
- Titre : El Salvador: Another Vietnam
- Réalisation : Glenn Silber et Teté Vasconcellos
- Scénario : Claudia Vianello
- Musique : Wendy Blackstone et Bernardo Palombo
- Photographie : Newton Thomas Sigel
- Montage : Deborah Shaffer et Kate Taverna
- Production : Glenn Silber et Teté Vasconcellos
- Société de production : M J and E Productions
- Pays :  États-Unis
- Genre : Documentaire
- Durée : 53 minutes
- Dates de sortie : 
  -  États-Unis : 19 septembre 1981 (New York)

## Distinctions
Le film a été nommé à l'Oscar du meilleur film documentaire.